# Sint-Gertrudiskerk (Nijvel)

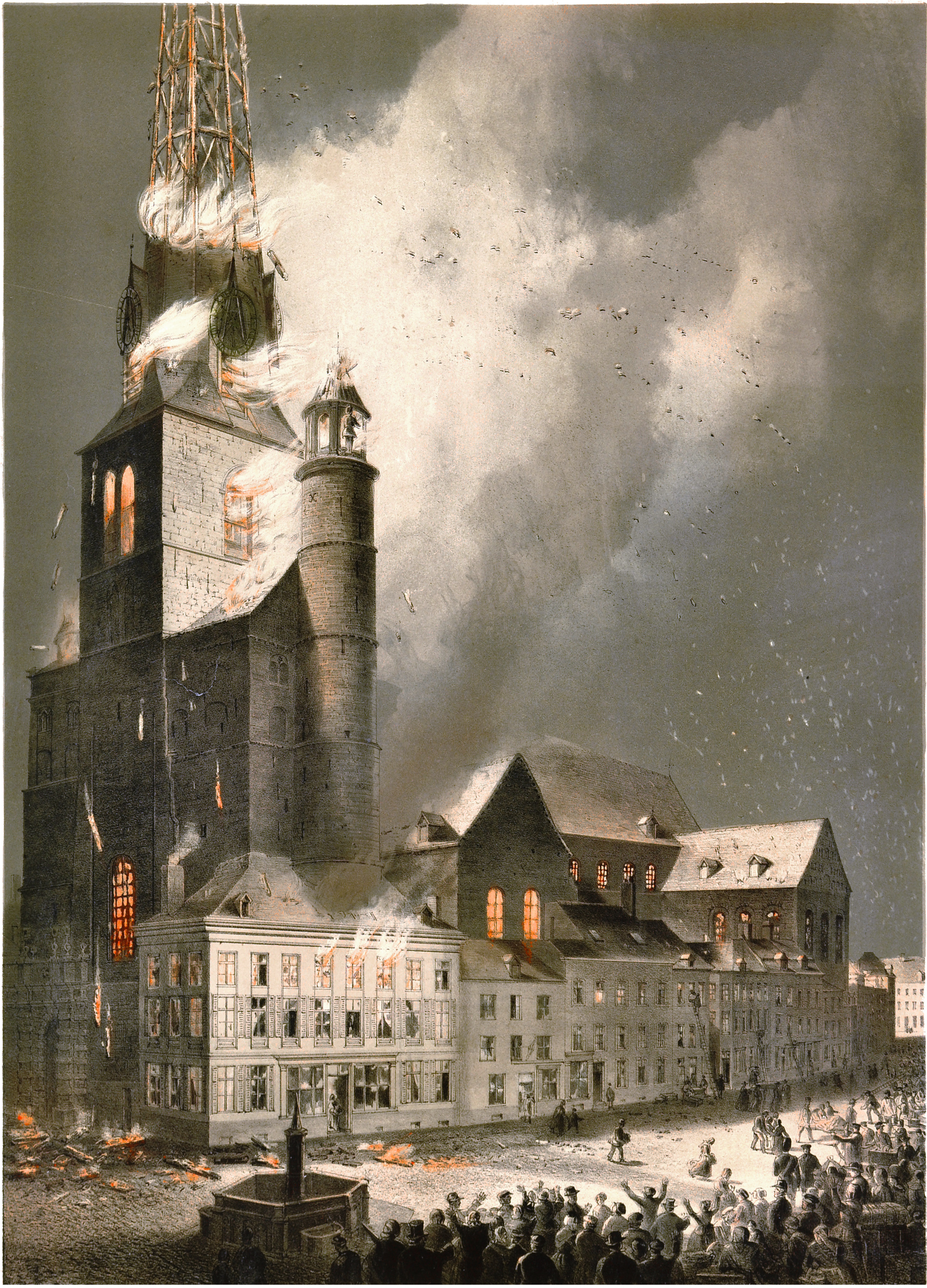
De brand van 1859 (litho)

De collegiale Sint-Gertrudiskerk in de Belgische stad Nijvel is een van de oudste en grootste nog bestaande romaanse kerken. Ze behoorde oorspronkelijk tot de abdij van Nijvel, het dubbelklooster opgericht door Gertrudis van Nijvel in 648-649, waarrond de stad Nijvel is gegroeid. Het huidige kerkgebouw werd in 1046 ingewijd door de Luikse bisschop Waso in aanwezigheid van keizer Hendrik III. Na tal van transformaties doorheen de eeuwen werd de Sint-Gertrudiskerk, die in de Tweede Wereldoorlog zwaar was gebombardeerd, in 1948-1984 hersteld naar haar 11e/12e-eeuwse gedaante. De omliggende abdijgebouwen werden niet meer opgericht.

## Geschiedenis
De abdij van Nijvel gaat terug tot circa 650. Ze werd gesticht door Ida van Nijvel, de weduwe van Pepijn van Landen, die haar dochter Gertrudis aanstelde tot de eerste abdis. Ze bestuurde een dubbelabdij met drie kerken: de Onze-Lieve-Vrouwekerk voor de nonnen, de Sint-Pauluskerk voor de monniken en de Sint-Pieters-grafkerk. Gertrudis werd er zelf in 659 begraven. In de 9e eeuw werd de abdij een kapittel van reguliere kanunniken en kanunnikessen.
De huidige kerk is het resultaat van aanpassingen en verbouwingen aan de voormalige Sint-Pieterskerk, die aan Gertrudis werd gewijd nadat haar cultus zich had ontwikkeld. Ingevolge een brand omstreeks het jaar 1000 richtte de religieuze gemeenschap tussen 992 en 1046 het thans bestaande gebouw op. De toenmalige abdis Adelheid was langs moederszijde verwant aan keizer Otto III.
Vijf kerken, opeenvolgend gebouwd tussen de 7de en de 10de eeuw, gingen het huidige romaanse bouwwerk vooraf. Onder de vloer van de middenbeuk van het actuele bedehuis is een archeologische site waar men de overblijfselen van de oudere kerken kan bezoeken.
De overblijfselen van het eerste gebouw (in Merovingische stijl opgetrokken omstreeks 650) herbergen de grafkelders van de eerste religieuze abdijgemeenschap. In de jongste (Karolingische) ruïnes bevindt zich het graf van Ermintrude, de kleindochter van Hugo Capet. Ook enkele Leuvense graven waaronder Hendrik III van Leuven werden hier ter aarde besteld. 
Gedurende de Franse tijd is de abdij in 1798 opgeheven. Tegenwoordig doet de bidplaats dienst als parochiekerk. Sedert de Duitse bombardementen van de Achttiendaagse Veldtocht in mei 1940 zijn de kloostergebouwen verdwenen. Enkel een 13e-eeuwse kloostergang aan de noordzijde herinnert aan de vroegere abdij.
De restauratie van de Sint-Gertrudiskerk is een van de beroemdste maar ook meest controversiële werken van architect Simon Brigode. Hij keerde terug naar de oorspronkelijke eenheid van stijl door latere transformaties te verwijderen. De kruisgewelven en de barokken decoratie werden uit het interieur gestript. De westbouw en de westelijke absis werden hersteld, zij het vooral aan de bovenzijde nogal speculatief. De achthoekige klokkentoren, ter vervanging van de gotische, in het bombardement vernielde spits, was vermoedelijk in werkelijkheid vierkant.

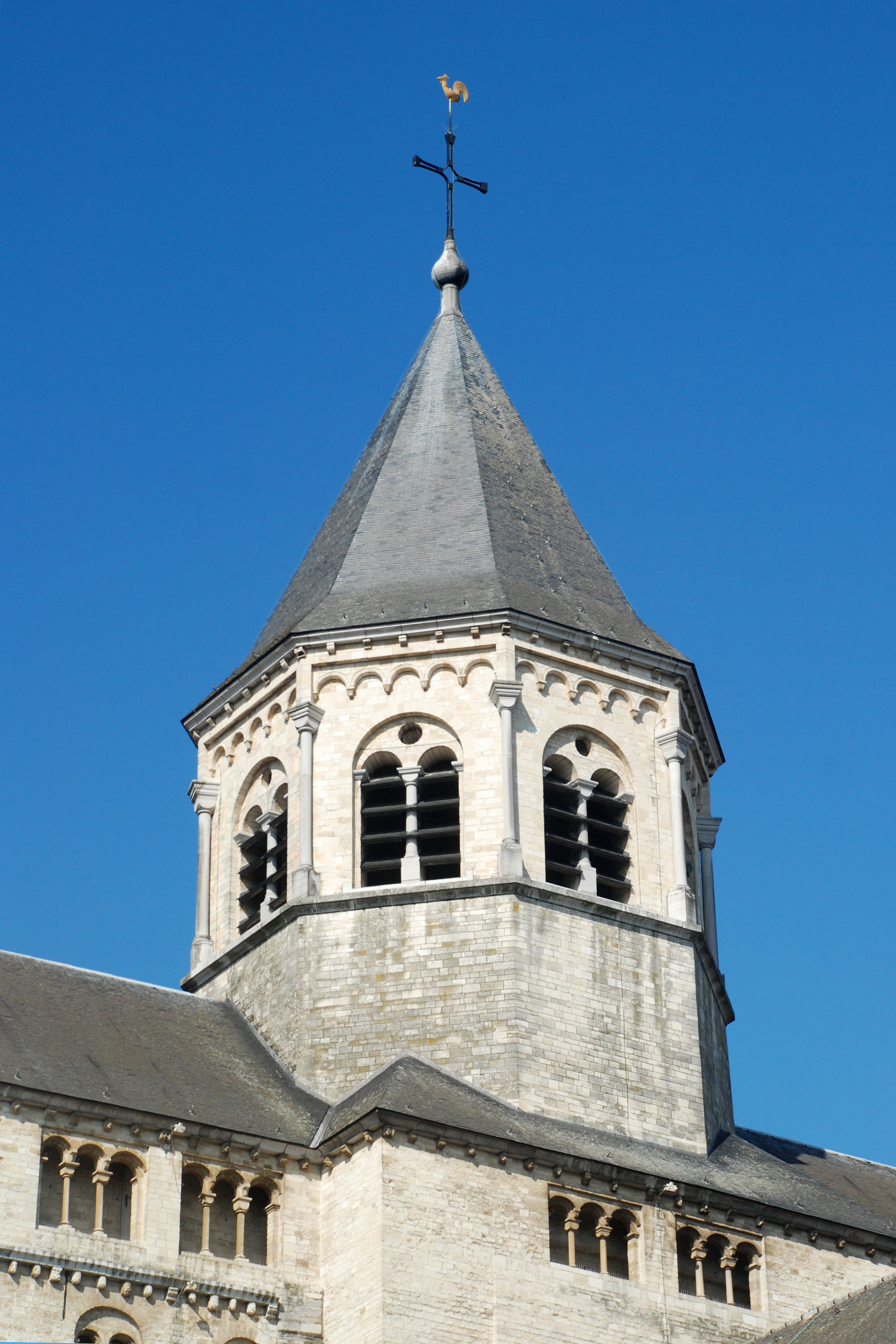
Toren

De architect paste zo de restauratieprincipes van Eugène Viollet-le-Duc toe. Hij creëerde voor de kerk een ottoons-romaans uitzicht dat, naar het woord van Viollet-le-Duc, "op een zeker ogenblik misschien nooit bestaan heeft". Dit 19de-eeuwse concept werd sedertdien verlaten door het Charter van Venetië (1964), waarin bepaald wordt dat met restauratie geen eenheid in stijl wordt nagestreefd en dat alle waardevolle toevoegingen die in verschillende perioden aan het monument zijn gedaan, moeten worden geëerbiedigd.
De keuze van de restauratie van de klokkentoren was het resultaat van een rondvraag bij de Nijvelse bevolking, aan wie drie maquetten werden getoond:
1. een identieke wederopbouw van de vierkante toren uit de 17de eeuw, met een metalen spits uit 1863;
2. een torenbasis zonder spits;
3. een achthoekige toren in romaanse stijl, volgens het principe van de stijleenheid.

Dit laatste voorstel bekwam de meerderheid der stemmen.
De kerk werd in 1936 beschermd als monument.

## Abdissen, Prinsessen en Prinses-abdissen
Abdis Sint-Gertrudis overleed hier in 659 en rust ter plaatse in een grafkapel.
Himiltrude (de eerste echtgenote van Karel de Grote), werd hier in de grafruimte onder de kerk eveneens bijgezet.
Prinses Ermintrude was een kleindochter van de Franse koning Hugo Capet. Zij overleed op tweejarige leeftijd en werd omstreeks het jaar 1000 te Nijvel begraven. In de 20e eeuw is een loden kruis met haar naam en die van haar ouders opgegraven.
Prinses-abdis Margarita de Haynin, in 1562 geboren als Maria-Margarita, trad op 31 augustus 1594 in, als kanunnikes van het Kapittel van Nijvel. Ze werd er nadien verkozen als wereldlijke abdis. Na bijna dertig jaar dienst maakte ze op 10 november 1623 haar testament en overleed op 6 december van datzelfde jaar.

## Architectuur

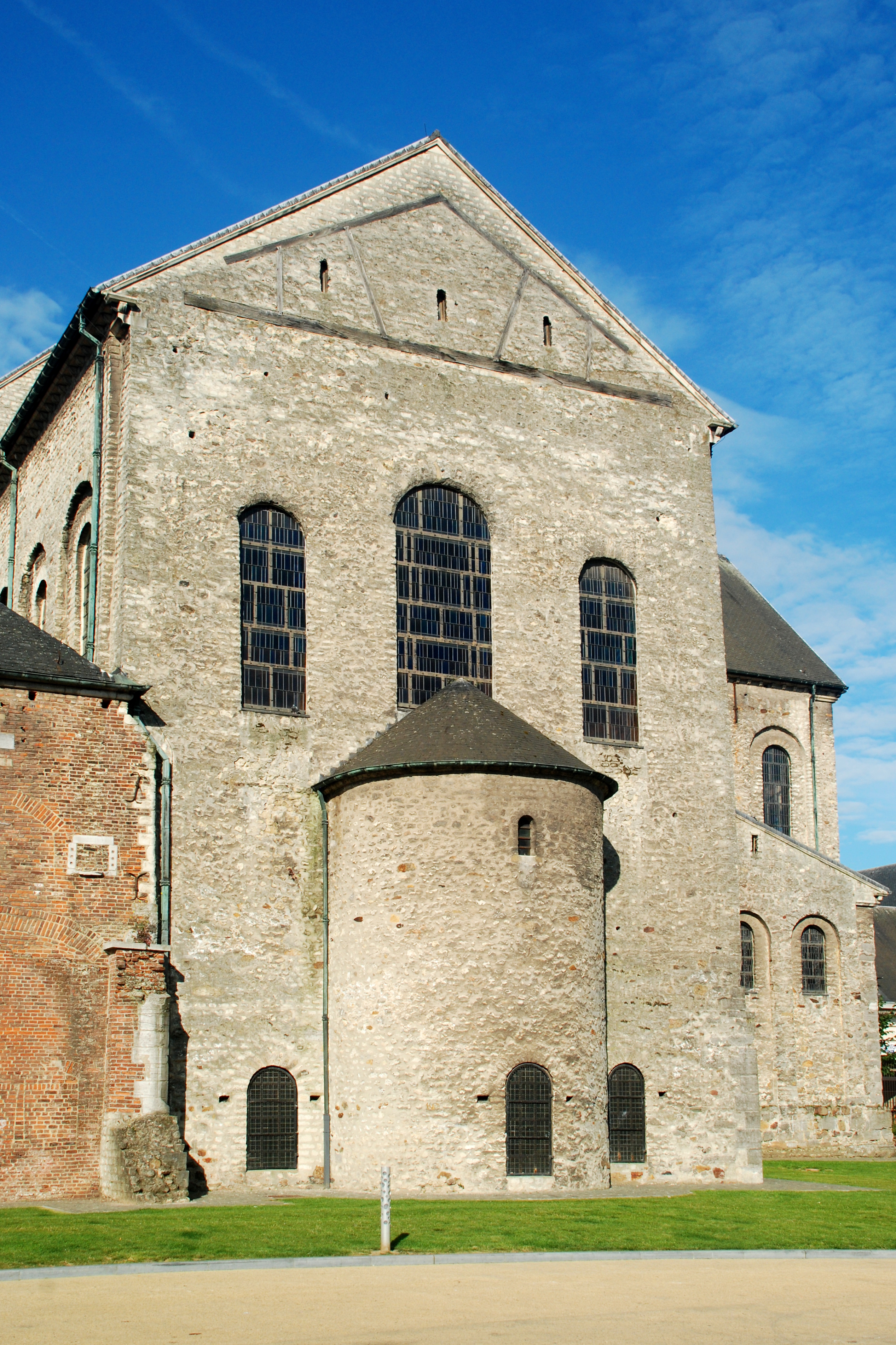
De gevel van schip en apsis in ottoonse stijl

Architecturaal behoort de kerk grotendeels tot de stijl van de Ottoonse renaissance, met Maaslandse invloeden. Het schip, de zijbeuken, de dwarsbeuken en de oostgevel dateren uit de eerste helft van de 11e eeuw. De westbouw is opgericht aan het eind van de 12e eeuw, de kloostergang in de 13e eeuw. Het grondplan is nog steeds tweeledig, met een dubbele dwarsbeuk en een koor aan elk uiteinde. De afmetingen zijn indrukwekkend: 
- 102 meter lengte van het ene koor tot het andere,
- 25 meter breedte in het schip,
- 44 meter in de oostelijke kruisbeuk,
- 50 meter hoogte voor de torenspits.

### Exterieur

#### Gevels in ottoonse stijl
De bouw van de actuele kerk begon in de ottoonse periode omstreeks 992 en enkele delen getuigen nog van deze episode. De consecratie geschiedde in 1046.

##### Koorsluiting
De koorsluiting bestaat uit een vlakke muur met een aanzienlijke half-cirkelvormige apsis die evenwel klein lijkt in verhouding tot de muur.
Het kegelvormige dak van deze apsis bestaat uit leisteen. Ter hoogte van dit dak ziet men drie hoge vensters in de vlakke muur, terwijl er aan de basis drie kleinere vensters zijn waarvan één in de absis.

##### Kruisbeuk en gevelspits van Sint-Pieter

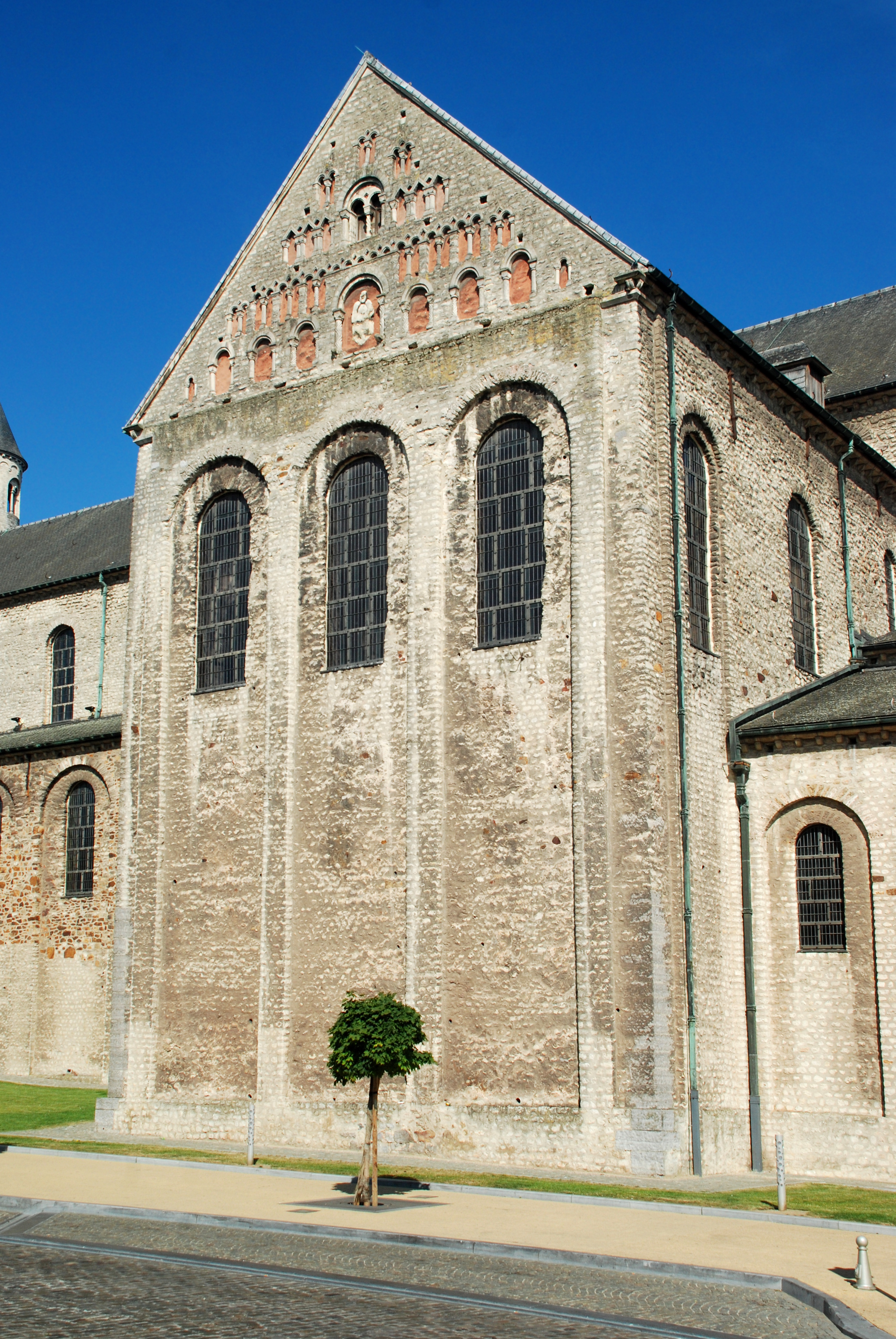
De zuidelijke gevel van de dwarsbeuk

De gevel van de zuidelijke dwarsbeuk is verdeeld bij middel van vier ietwat uit de muur gebouwde pilasters drie hoge rondboogvensters omlijsten.
De topgevel, « Gevelspits van Sint-Pieter » genaamd, bevat een opmerkelijke gebeeldhouwde versiering die dateert van de tweede helft der 17-de eeuw en het voorwerp uitmaakte van een restauratie in de jaren 1960.

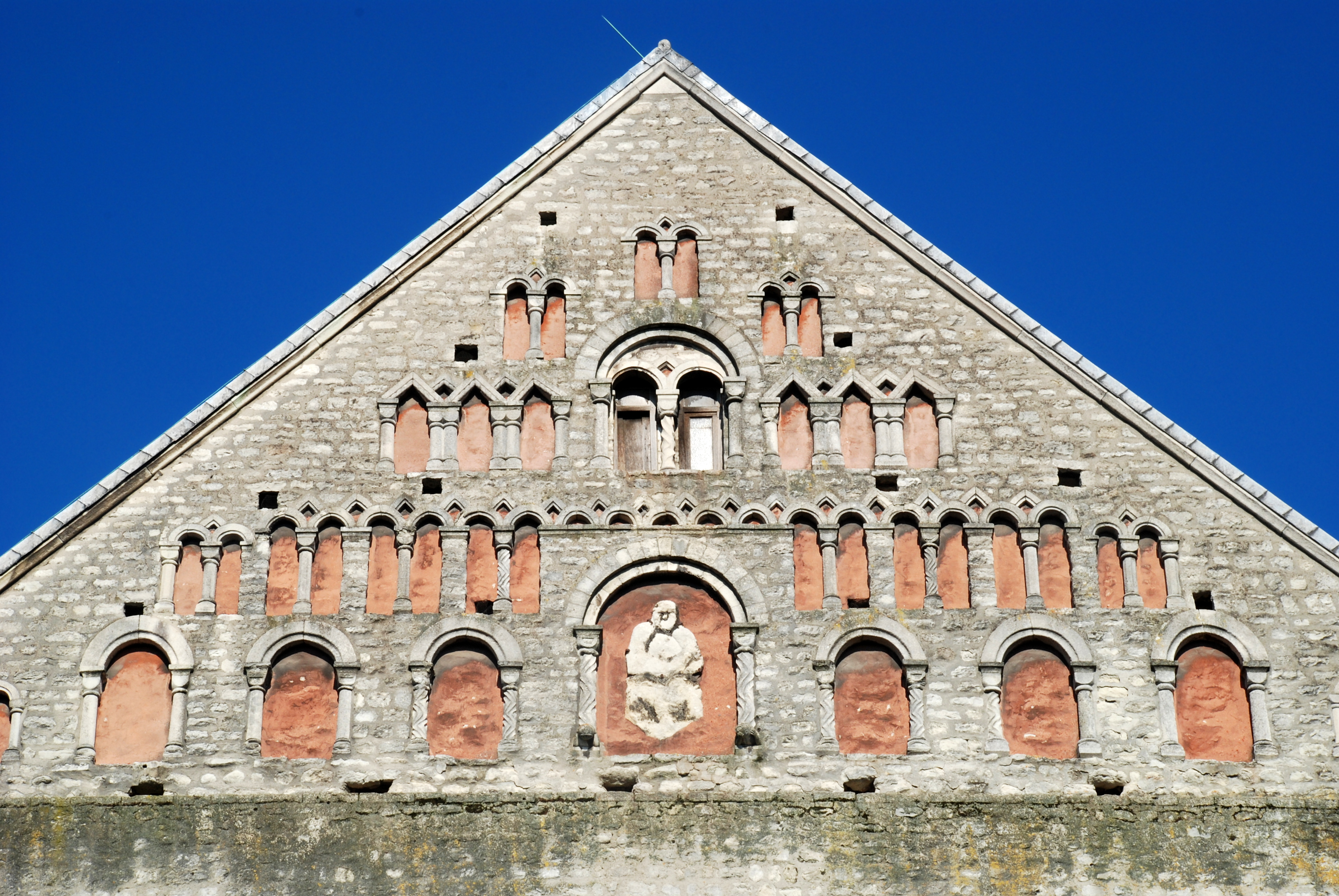
Gevelspits van Sint-Pieter.
Onderaan, in het midden, de voorstelling van de zittende Petrus.

De versiering omvat blinde bogen, geflankeerd door zuilen, die verdiepingsgewijze op vijf niveaus gelegen zijn. In de centrale nis op het onderste niveau is een basreliëf aangebracht dat de zittende Sint-Petrus voorstelt.

#### Westelijke gevel in late romaanse stijl

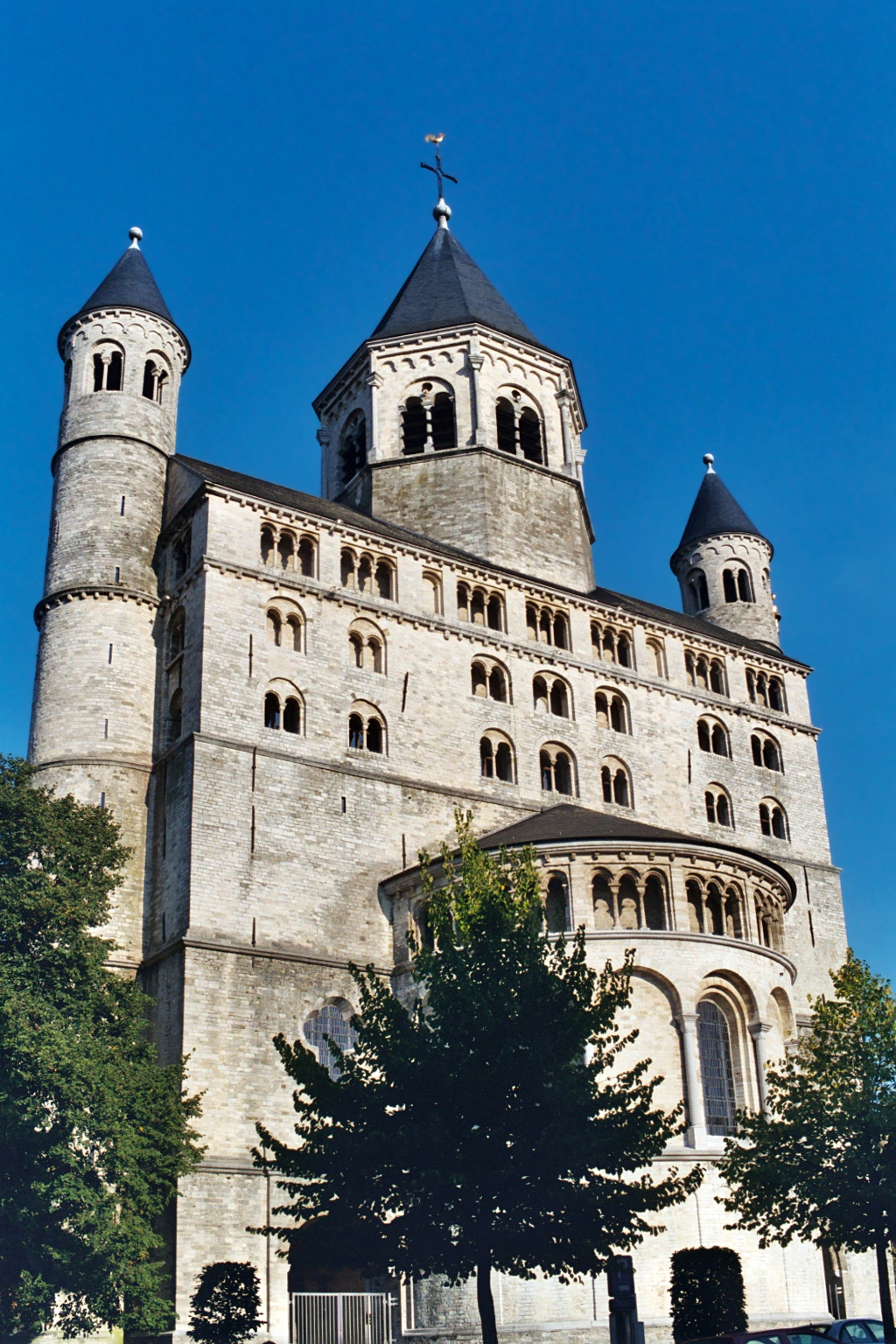
De westelijke gevel in late romaanse stijl

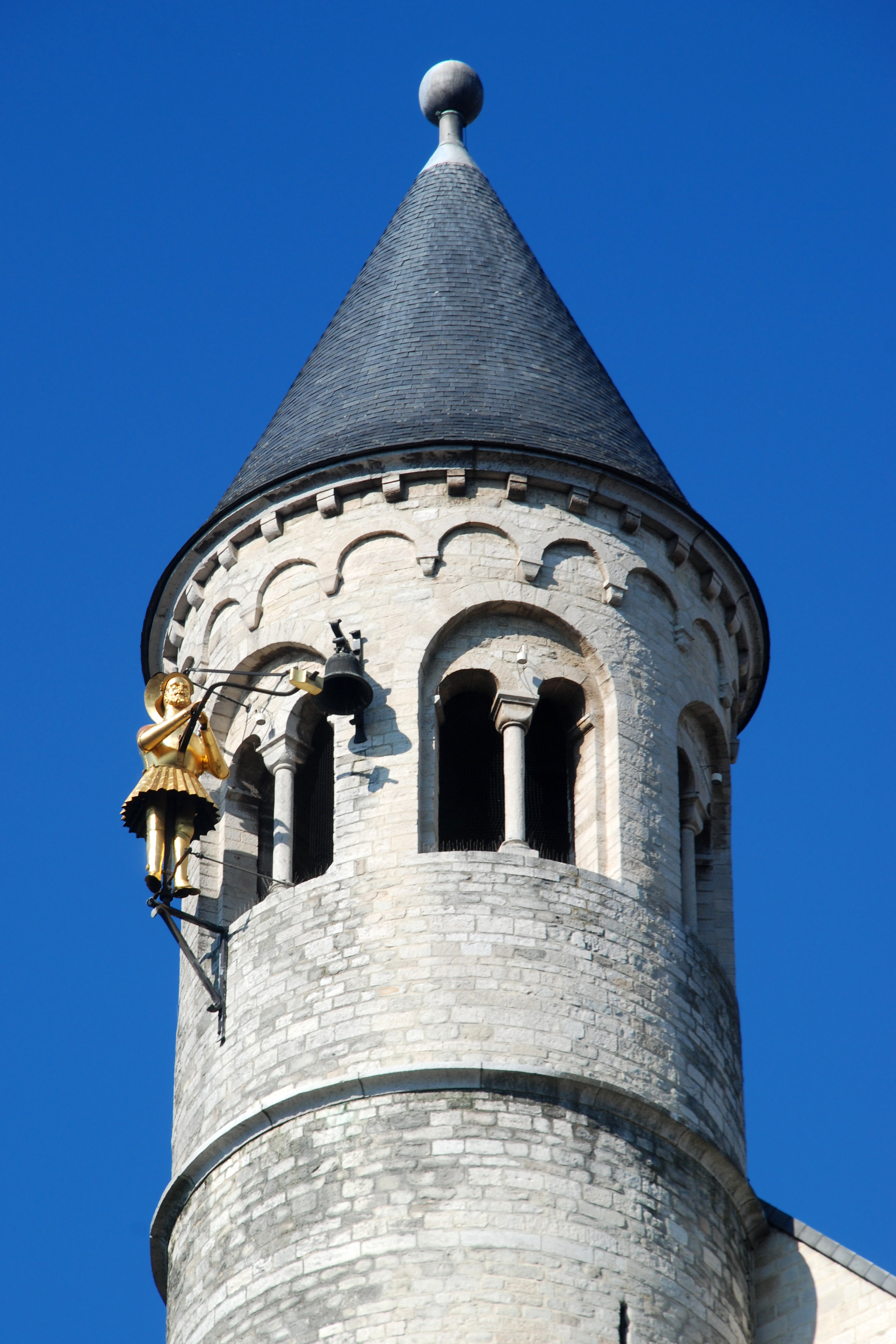
Klokkenluider

De zware westelijke gevel in late romaanse stijl werd gebouwd omstreeks 1160 tot 1170.
Men onderscheidt er:
- een grote half-cirkelvormige uitbouw van de westelijke koornis,
- een dwarsliggende structuur die de toren ondersteunt,
- een achthoekige toren,
- twee zijtorentjes.

##### Toren
De achthoekige toren werd ontworpen door de architecten Simon Brigode en M. Ladrière gedurende de episode 1970-1980. Hij omvat twee bouwlagen: de onderste is blind, terwijl de bovenste rijkelijk verfraaid is.
De spits is bedekt met leisteen.

##### Westelijke koorapsis
In 1662 werd de oorspronkelijke romaanse koorapsis vervangen door een barok portaal. Driehonderd en tien jaar later (anno 1972) werd dit portaal behoedzaam gedemonteerd en men bouwde het vervolgens terug op in het Parc de la Dodaine. Gelijktijdig werd het romaanse westkoor in zijn oorspronkelijke staat hersteld.

##### Zijtorentjes en klokkenluider
Twee opmerkelijke elementen van de westelijke gevel zijn de zijtorentjes, die aan de noordelijke en zuidelijke kant de gevel flankeren.
De zuidelijke toren draagt in de top de befaamde klokkenluider Jan van Nijvel. Deze voorstelling van een man die de klokken luidt, twee meter groot, is vervaardigd uit verguld messing. De figuur dateert van omstreeks 1400 en werd in 1617 van het oud stadhuis overgebracht naar dit kerktorentje.

### Interieur

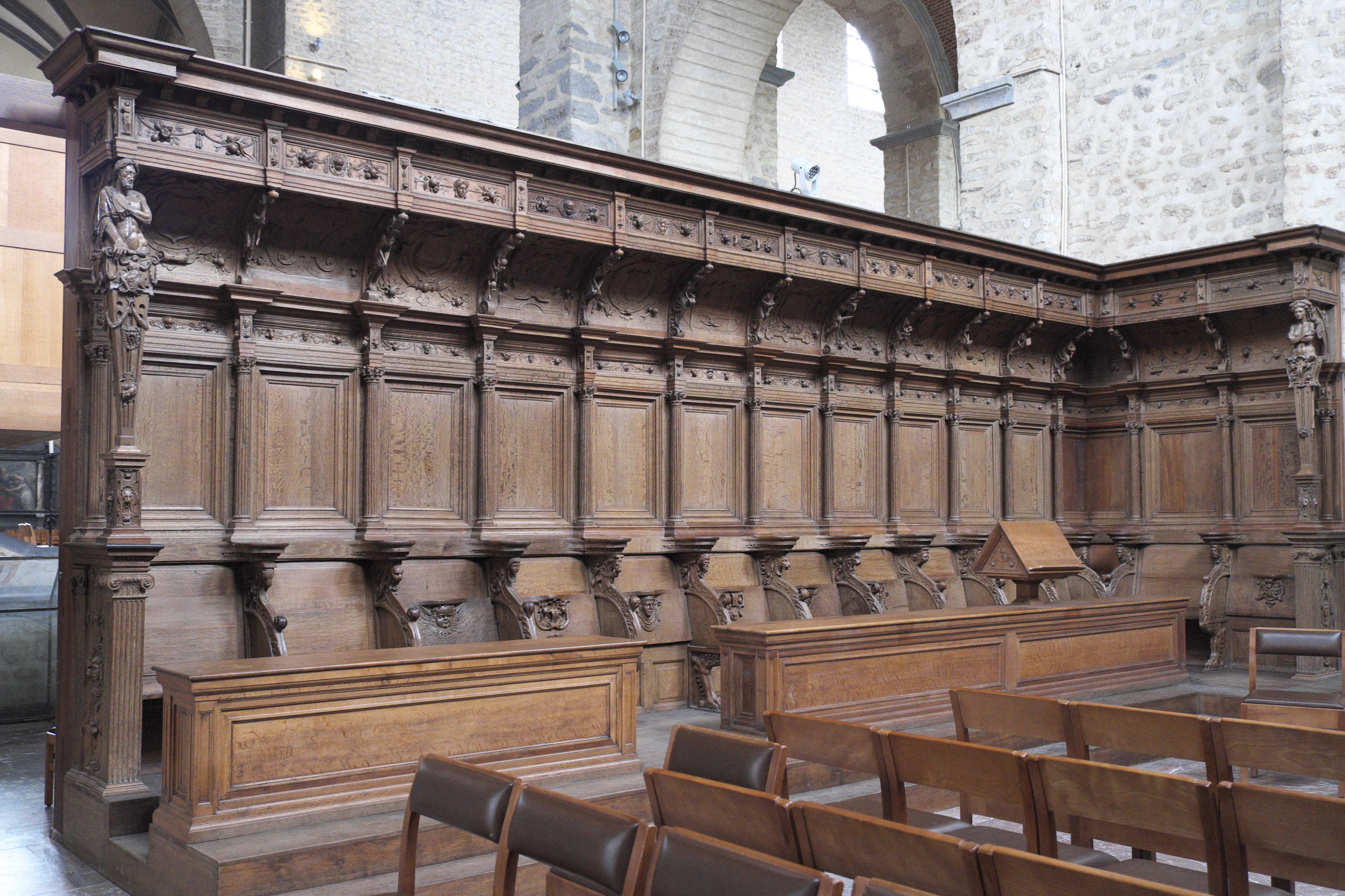
Koorgestoelte

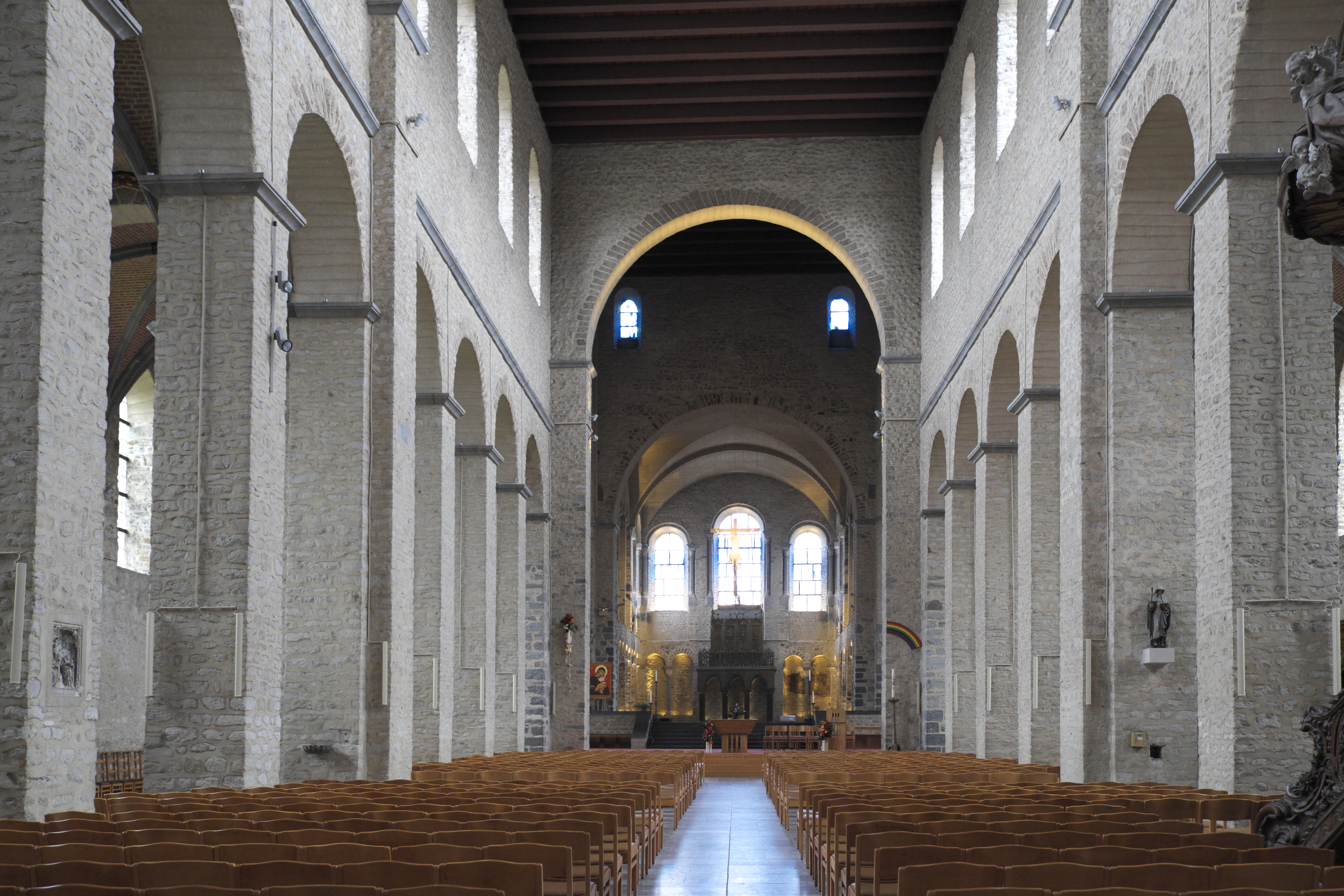
Middenbeuk en zuilen

Het koorgestoelte in renaissancestijl, afgewerkt in 1566, omvat tweeëndertig plaatsen voor de kanunnikessen van Sint-Gertrudis.
Een deel van het meubilair werd vervaardigd door de Gentse beeldhouwer Laurent Delvaux en door Philippe Lelièvre. Delvaux voerde veel opdrachten uit voor abdijen. Hij overleed te Nijvel op 24 februari 1778.
In de kerk bevinden zich enkele bas-reliëfs uit 1629 en enkele nog oudere heiligenbeelden van de hand van Jean Thonon.
Monumentale elementen van het meubilair zijn:
- Naturalistische preekstoel (1772) in marmer en hout. Dit is een gebeeldhouwde voorstelling van Jezus en de Samaritaanse Vrouw, terwijl ze praten aan de put van Jacob. De kuip is bekleed met drie medaillons die de parabels weergeven van de "Zaaier", de "Verloren Zoon" en de "Barmhartige Vader". De bovenbouw is in barokstijl, de kuip en de twee trappen in Lodewijk XVI-stijl.
- retabel "De bekering van Paulus op de weg naar Damascus" (1735). Dit is een merkwaardig eiken beeldhouwwerk dat de dynamiek van het personage goed weergeeft. Herkomstig uit de voormalige Sint-Pauluskerk te Nijvel.
- eiken preekstoel (circa 1740-1745) afkomstig van de voormalige karmelietenkerk, met een gebeeldhouwde voorstelling van de profeet Elias in de woestijn,  terwijl hij gevoed wordt door een engel.
- het Lam van de Apocalyps, uitgestrekt op het boek met de zeven zegels (circa 1760).
- eikenhouten sculptuur (vorm gevend aan de zuidelijke poort) (1739) dat twee allegorieën voorstelt: de "Kracht" en de "Voorzichtigheid".
- Zes eiken standbeelden:
  - de zalige Ida van Nijvel (circa 1750). Deze dame was de moeder van Sint-Gertrudis en stichteres van de abdij van Nijvel;
  - de zalige Pepijn van Landen (circa 1750), vader van Sint-Gertrudis;
  - Sint-Petrus die de sleutels van het paradijs draagt, met de haan der verloochening aan zijn voeten;
  - Sint-Paulus met het zwaard van zijn onthoofding in de hand;
  - Sint-Andreas met het kruis van zijn martelaarschap;
  - Sint-Jacob de Meerdere, voorgesteld als pelgrim met schelpen, stok en kabas.

## Galerij

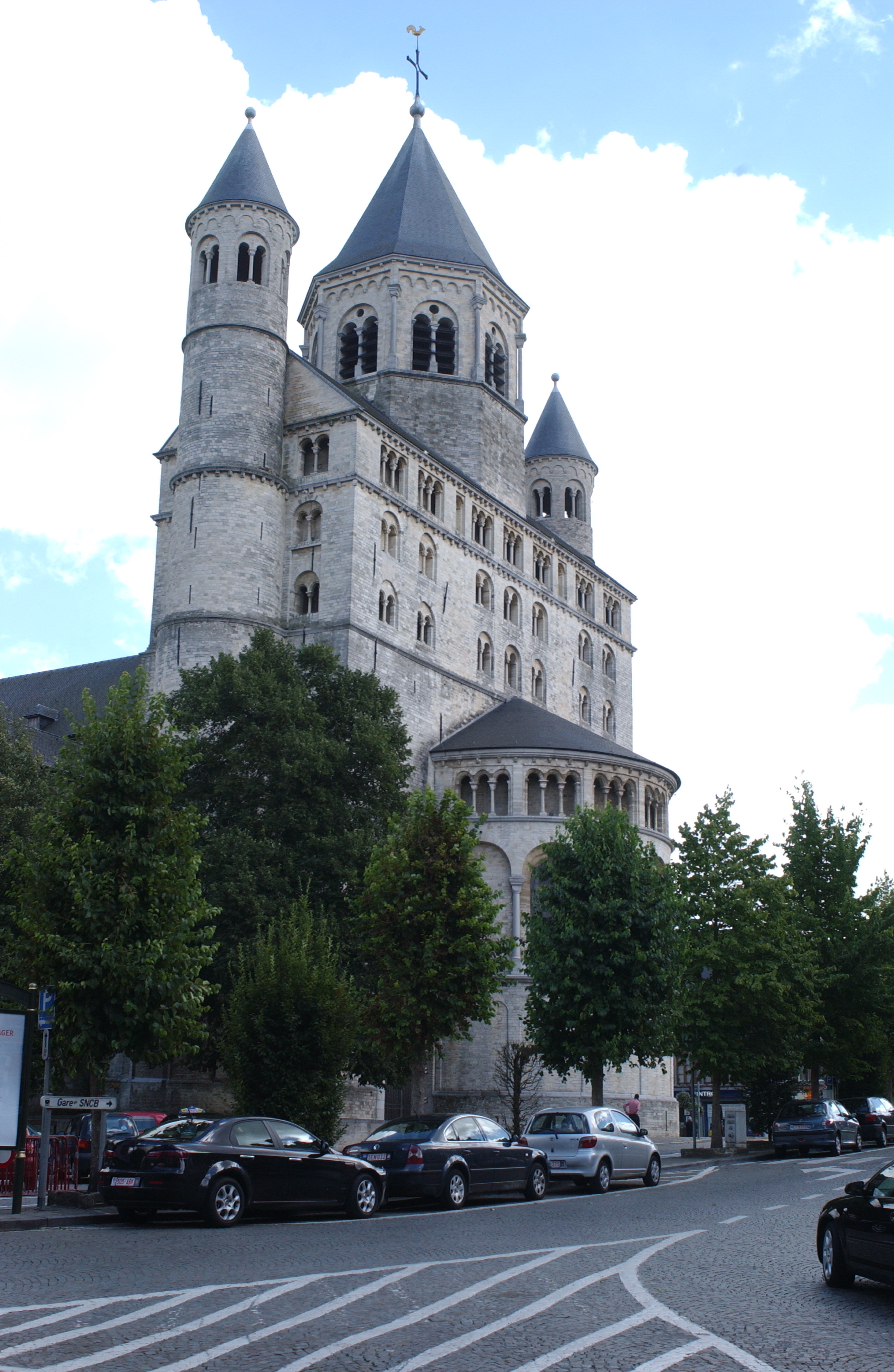
Sint-Gertrudiskerk
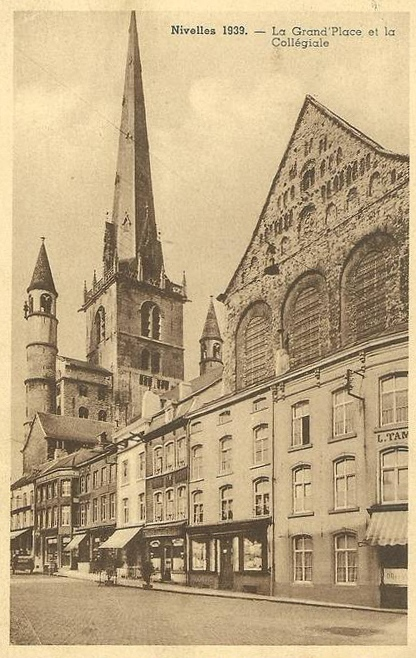
Gotische toren en aangebouwde woningen vóór het bombardement in mei 1940
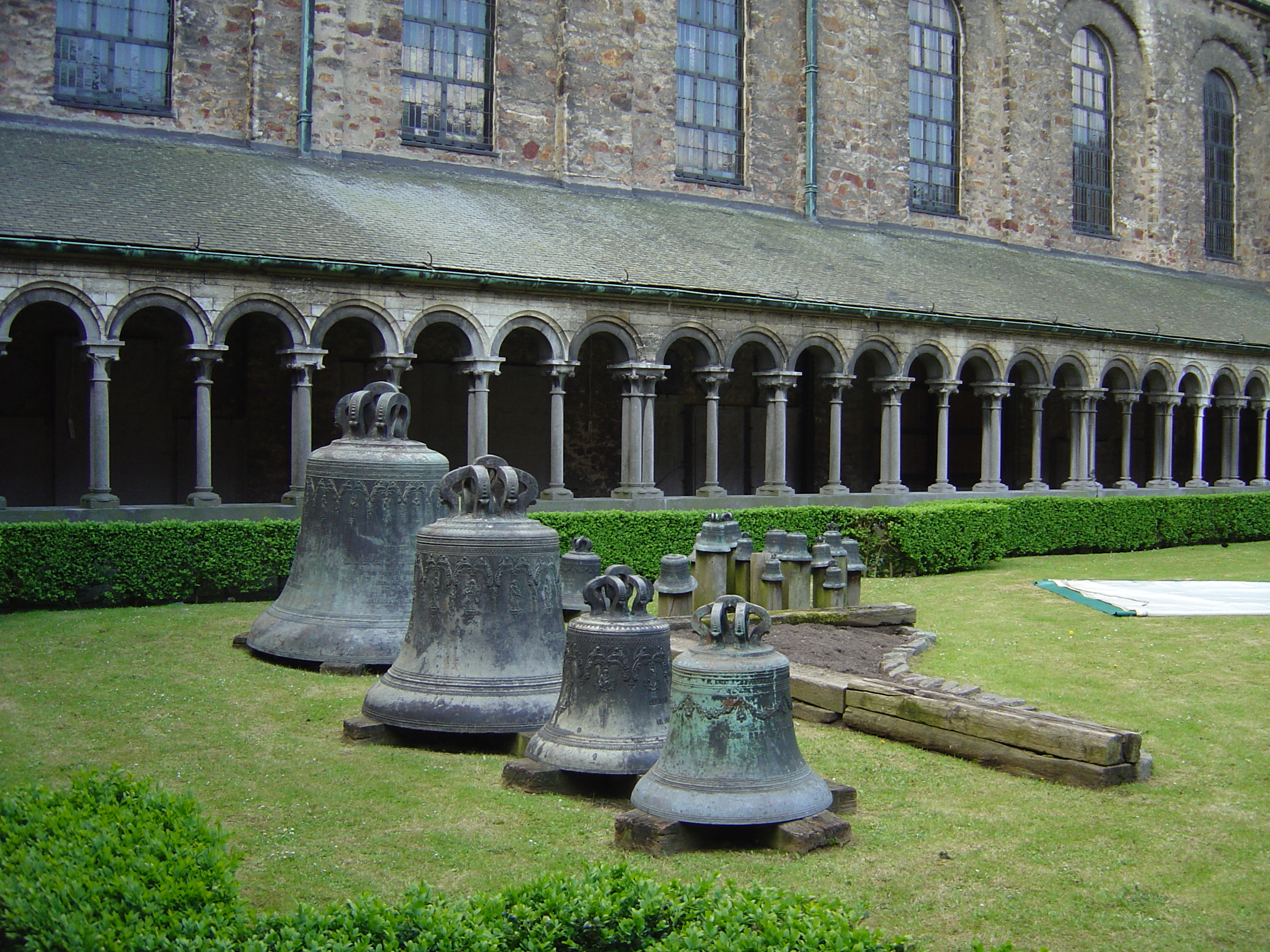
Kloostergalerij en overblijfselen van het voormalige klooster
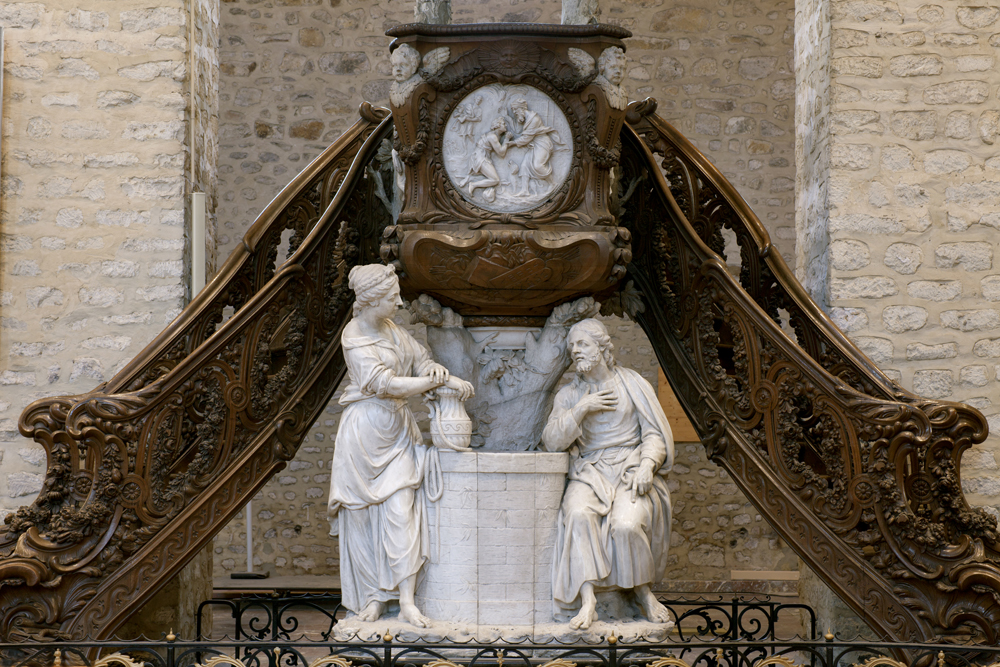
Preekstoel